# Guxo
Guxo! (рус. Дерзай!) — правоцентристская политическая партия в Республике Косово.

## История
Партия была впервые представлена на парламентских выборах в Косове 2021 года. По их итогу получила 7 мандатов, включая Вьосу Османи.
Вскоре после президентских выборов Вьоса Османи стала президентом Республики Косово.
Согласно Конституции Косово, президент не имеет права занимать какие-либо другие государственные должности или занимать какие-либо должности в политической партии, поэтому Вьосе Османи пришлось уступить место главы партии Донике Гервалле-Шварц.

## Главы
| № | Портрет | Имя                                | Назначение      | Окончание     |
| - | ------- | ---------------------------------- | --------------- | ------------- |
| 1 |         | Вьоса Османи (род. 1982)           | 1 января 2021   | 4 апреля 2021 |
| 2 |         | Гервалла-Шварц, Доника (род. 1971) | 4 апреля 2021   | действующий   |
| 2 |         | Фатон Печи (род. 1982)             | 7 сентября 2022 | действующий   |